# Sequenza di Potter
La sequenza di Potter è il quadro clinico fisico atipico di un bambino a causa dell'oligoidramnios sperimentato durante la vita uterina.
Tale quadro comprende il piede torto congenito, l'ipoplasia polmonare ed anomalie craniche correlate all'oligoidramnios. L'oligoidramnios è la diminuzione del volume del liquido amniotico sufficiente a causare deformazioni nella morfogenesi del bambino.
L'oligoidramnios è la causa della sequenza di Potter ma esistono molte cause che possono portare ad oligoidramnios. Può essere causata da malattie renali come l'agenesi renale bilaterale (ARB), atresia dell'uretere o dell'uretra che causano ostruzione del tratto urinario, malattie renali policistiche o multicistiche, ipoplasia renale, rottura amniotica, tossiemia o insufficienza utero-placentare da ipertensione materna.
Il termine sequenza di Potter era inizialmente destinato a riferirsi solo ai casi dovuti ad ARB; tuttavia, è ora comunemente usato da molti clinici e ricercatori per fare riferimento a qualsiasi caso che presenta oligoidramnios o anidramnios indipendentemente dalla causa della perdita di liquido amniotico.

## Tipi
Successivamente alla sua caratterizzazione iniziale, la sequenza di Potter è stata definita in cinque sottoclassificazioni distinte. L'espressione sequenza di Potter ,inizialmente, si riferiva in modo specifico solo ai casi di ARB, mentre successivamente l'uso dell'espressione è stata ampliata per riferirsi liberamente a tutti i casi di oligoidramnios e anidramnios indipendentemente dalla causa specifica. L'assegnazione della nomenclatura alle varie cause è stata impiegata per aiutare a chiarire queste discrepanze, ma queste sottoclassificazioni e il sistema di nomenclatura non hanno mai preso piede nella pratica clinica.
| genere         | OMIM   | Descrizione |
| -------------- | ------ | --- |
| Forma classica | n / A  | La forma classica intende tradizionalmente il quadro clinico in cui il bambino ha un'agenesi renale bilaterale (ARB), il che significa che i reni non si sviluppano (malformazione del gemma ureterica). La vera agenesi renale bilaterale presenta anche un'agenesi bilaterale degli ureteri. Dopo la formazione del sistema di nomenclatura per questa sequenza, l'ARB è stata riconosciuta come probabilmente una variazione estrema della sequenza II di Potter. Tuttavia, alcuni clinici e ricercatori usano ancora il termine sequenza Potter classica per sottolineare che si riferiscono specificamente a casi di ARB e non a un'altra forma.                                        |
| Tipo I.        | 263200 | Il tipo I è dovuto alla malattia renale policistica autosomica recessiva (ARPKD), che si verifica con una frequenza di circa uno su 16 000 neonati. I reni del feto / neonato saranno ingranditi, hanno molte piccole cisti piene di liquido e non riescono a produrre un volume adeguato di urina fetale. Anche il fegato e il pancreas del feto possono mostrare fibrosi e / o un cambiamento cistico. |
| Tipo II        | 191830 | Il tipo II è generalmente dovuto all'agenesi renale, che può anche rientrare nella categoria nota come adysplasia urogenitale ereditaria o adisplasia renale ereditaria (HRA). Ciò è caratterizzato dalla completa agenesia o assenza di un rene e il restante rene solitario essendo piccolo e malformato. Si ritiene che l'agenesi renale bilaterale sia la variazione fenotipica più estrema dell'HRA. Tuttavia, BRA viene spesso definita come la classica sequenza di Potter, poiché era questo particolare fenotipo di neonati e feti che Potter riportava originariamente nei suoi manoscritti del 1946 quando caratterizzava questo difetto di nascita.                              |
| Tipo III       | 173900 | Il tipo III è dovuto alla malattia renale policistica autosomica dominante (ADPKD) collegata a mutazioni nei geni PKD1 e PKD2. Sebbene l'ADPKD sia considerato una malattia renale policitica ad insorgenza adulta, in rari casi può anche presentarsi nel feto e nel neonato. Come ARPKD, anche ADPKD può presentare cisti epatiche e milza ingrossata. In questi casi di ADPKD si osserva anche una maggiore prevalenza della malattia vascolare. |
| Tipo IV        | n / A  | Il tipo IV si verifica quando un'ostruzione di lunga durata nel rene o nell'uretere porta a reni cistici o un quadro di idronefrosi. Ciò può essere dovuto al caso, all'ambiente o alla genetica. Mentre questi tipi di ostruzioni si verificano frequentemente nei feti, raramente tendono a portare alla morte del feto. |
| Altri          | 143400 | Spesso i reni cistici che non rientrano nella classificazione di essere policistici saranno definiti displasia renale multicistica (MRD). Recentemente molti casi di MRD sono stati collegati alle mutazioni del gene PUJO, tuttavia, a questa nuova possibile causa genetica non è stato assegnato un numero di nomenclatura della sequenza di Potter. Un'altra causa della sequenza di Potter (oligodramnios o anidramnios ossia liquido amniotico scarso o assente) può essere la rottura delle sacche amniotiche che contengono il liquido amniotico del feto. Questo può accadere spontaneamente, per cause ambientali, trauma materno e in rari casi - per via della genetica materna. |

## Segni e sintomi
L'incapacità del metanefro di svilupparsi nei casi di BRA e in alcuni casi che comportano un'agenesi renale unilaterale (ARU) è dovuta principalmente al fallimento del dotto mesonefrico di produrre un bocciolo uretico in grado di indurre lo sviluppo del mesenchima metanfrico. L'induzione fallita causerà quindi la successiva degenerazione dei metanefro per apoptosi. Il dotto mesonefrico del rene agenico degenera e non riesce a connettersi con la vescica . Pertanto, i mezzi con cui il feto produce urina e la trasporta nella vescica per l'escrezione nel sacco amniotico sono stati gravemente compromessi (nei casi di ARU) o completamente eliminati (nei casi di BRA). Il ridotto volume di liquido amniotico provoca la compressione del feto in crescita dall'utero della madre. Questa compressione può causare molte deformità fisiche del feto, la più comune delle quali è la facies di Potter. In questi casi sono frequenti anomalie degli arti inferiori, che spesso si presentano con i piedi in discoteca e / o l'arco delle gambe.
La Sirenomelia, o "sindrome della sirena" (che si verifica approssimativamente in 1: 45 000 nascite) può anche presentare. In effetti, quasi tutti i casi segnalati di sirenomelia si presentano anche con ARB.
Le ghiandole surrenali appaiono spesso come piccoli dischi ovali premuti contro l'addome posteriore a causa dell'assenza di pressione renale verso l'alto. La vescica è spesso piccola, non distinguibile e può essere riempita con una quantità minima di liquido. Nei maschi possono essere assenti il vaso deferente e le vescicole seminali, mentre nelle femmine l'utero e la vagina superiore possono essere assenti. Altre anomalie includono atresia anale, assenza del retto e del colon sigmoideo, atresia esofagea e duodenale e una singola arteria ombelicale. La presenza di un'ernia diaframmatica è comune in questi feti / neonati. Inoltre, le sacche alveolari dei polmoni non si sviluppano correttamente a causa del volume ridotto di liquido amniotico.
Il travaglio è spesso indotto tra le 22 e le 36 settimane di gestazione (tuttavia, alcune di queste gravidanze possono andare a termine) e i bambini che non esitano in un aborto in genere sopravvivono solo da pochi minuti a qualche ora. Questi neonati ,molto spesso, muoiono a causa di ipoplasia polmonare o insufficienza renale.

### Facies di Potter
La facies potteriana nella sequenza di Potter classica includono un naso a becco di pappagallo, pelle ridondante e la caratteristica più comune dei neonati con ARB che è una piega della pelle del tessuto che si estende dal canto medio attraverso la guancia. Le orecchie sono leggermente basse e compresse contro la testa facendole apparire grandi.

## Le cause
La sequenza di Potter è dovuta alla limitata capacità di alcuni organi di crescere a causa di gravi oligoidramnios.
In uno studio, le cause che hanno portato alla sequenza di Potter sono state l'agenesi renale bilaterale nel 21,25% dei casi; displasia cistica nel 47,5%; uropatia ostruttiva nel 25%; e altri nel 5,25%.

### Agenesia renale bilaterale
L'agenesi renale bilaterale è stata stimata a una frequenza di circa 1: 4 000 a 1: 8 000 feti e neonati. Tuttavia, analisi recenti hanno stimato che la condizione può verificarsi a una frequenza molto maggiore. È stato riportato che la condizione si verifica due volte più comunemente nei maschi che nelle femmine, suggerendo che alcuni geni del cromosoma Y possono agire come modificatori. Tuttavia, nessun gene sul cromosoma Y è stato ancora identificato.
La ARB sembra avere un'eziologia prevalentemente genetica e molti casi rappresentano la manifestazione più grave di una condizione autosomica dominante con penetranza incompleta ed espressività variabile. Esistono diversi percorsi genetici che potrebbero provocare questa condizione. Nel 2017 i ricercatori hanno identificato mutazioni ereditarie autosomiche dominanti nel gene GREB1L in due famiglie non correlate come la causa di entrambi ARB e ARU utilizzando la sequenza esonica e analisi di sequenze dirette. Questa è la prima lesione genetica riportata implicata nell'attivazione dei target del recettore dell'acido retinoico (RAR) che è stata associata all'agenesi renale nell'uomo. La maggior parte delle altre possibili vie genetiche candidate sono autosomiche recessive in natura e non coincidono con la frequenza o la penetranza con cui la ARB si verifica in genere nella popolazione umana. Inoltre, ci si aspetterebbe che i percorsi genetici candidati coinvolgano i geni espressi nello sviluppo del sistema urogenitale (UGS). Spesso, questi stessi geni e / o percorsi di geni interagenti sono espressi anche nello sviluppo di UGS e nel sistema nervoso centrale (SNC), nell'intestino, nel polmone, negli arti e negli occhi.

## Patogenesi
Lo sviluppo del rene maturo inizia tra le settimane 5 e 7 della gestazione. La produzione di urina fetale inizia nella prima gestazione e comprende la maggior parte del liquido amniotico nel secondo e terzo trimestre di gravidanza. Il feto deglutisce continuamente il liquido amniotico, che viene riassorbito dal tratto gastrointestinale e quindi reintrodotto nella cavità amniotica dai reni attraverso la minzione. L'oligoidramnios si verifica se il volume del liquido amniotico è inferiore al normale per il corrispondente periodo di gestazione. L'urina fetale è fondamentale per il corretto sviluppo dei polmoni favorendo l'espansione delle vie aeree - alveoli, mediante la pressione idrodinamica e fornendo anche prolina che è un amminoacido critico per lo sviluppo polmonare. Gli alveoli sono le piccole sacche nei polmoni che scambiano ossigeno con il sangue. Se gli alveoli, e quindi i polmoni, sono sottosviluppati al momento della nascita, il bambino non sarà in grado di respirare correttamente l'aria e presenterà distress respiratoria poco dopo la nascita a causa dell'ipoplasia polmonare. Questa è la principale causa di morte per i neonati della sequenza Potter secondari a insufficienza renale. L'urina fetale serve anche ad attenuare la compressione del feto in crescita da parte dell'utero della madre.

## Prognosi
La prognosi della sequenza di Potter è,molto spessa, infausta. Una serie di 23 pazienti nel 2007 ha registrato 7 decessi, 4 nel periodo neonatale. Tutti e 16 i sopravvissuti hanno una malattia renale cronica, con insufficienza renale in fase di sviluppo a metà (età media 0,3 anni, intervallo da 2 giorni a 8,3 anni). I sopravvissuti presentavano deficit di crescita (44%) e ritardo dello sviluppo cognitivo e motorio (25%).
La prima bambina sopravvissuta all'agenesi renale bilaterale (ARB), Abigail Rose Herrera Beutler, è nata nel luglio 2013 dalla deputata degli Stati Uniti Jaime Herrera Beutler . Alcune settimane prima della sua nascita, la dott.ssa Jessica Bienstock, professore di medicina materno-fetale presso il Johns Hopkins Hospital ha somministrato una serie di iniezioni di soluzione salina nell'utero materno per aiutare i polmoni del bambino a svilupparsi. Dopo la nascita di Abigail, la procedura è stata considerata un successo. Il bambino non aveva bisogno di respirazione artificiale e poteva respirare da solo. Abigail Rose Herrera Beutler è stata tenuta in dialisi renale a casa fino a quando non fosse abbastanza grande per un trapianto di rene. L'8 febbraio 2016, all'età di due anni, Abigail ha ricevuto un rene da suo padre all'ospedale pediatrico Lucile Packard di Stanford in California.

## Storia
Wolfstrigel fu il primo inizialmente a riconoscere il difetto dello sviluppo fetale umano nel 1671 dato da agenesi renale bilaterale (ARB).
Nel 1946, Edith Potter (1901–1993) descrisse una serie di 20 casi con reni assenti, notando l'aspetto caratteristico della testa e dei polmoni. Fino a quel momento, la condizione stessa era considerata estremamente rara. Tuttavia, in parte per il lavoro di Potter, è emerso che la condizione si presenta molto più frequentemente di quanto precedentemente riportato. Potter ha analizzato circa 5 000 casi di autopsia eseguiti su feti e neonati per un periodo di dieci anni e ha scoperto che 20 di questi bambini presentavano ARB, tutti con caratteristiche facciali distintive che non sembravano avere alcuna correlazione embriologica specifica con anomalia renale Fu solo molto più tardi che altri attribuirono le molteplici deformità congenite, comprese le caratteristiche delle facies di Potter e l'ipoplasia polmonare, causate dalla prolungata grave mancanza di liquido amniotico. Queste caratteristiche facciali sono state successivamente definite come facies di Potter. Dalla sua analisi, è stata in grado di dedurre la sequenza di eventi che porta a quella che ora è conosciuta come sequenza di Potter.
Potter, grazie a queste scoperte, è stato considerato da molti una pioniere nel campo dello sviluppo renale umano e i suoi contributi sono ancora impiegati e apprezzati da clinici e ricercatori di tutto il mondo.

## Terminologia
La sindrome di Potter non è tecnicamente una sindrome in quanto non presenta collettivamente le stesse caratteristiche e sintomi rivelatori in ogni singolo caso. È più accuratamente descritto come una "sequenza" o catena di eventi che possono avere origini diverse (assente reni, cistici reni, ostruite ureteri o altre cause), ma che a finire con la stessa conclusione (volume assente o ridotta di liquido amniotico). Questo è il motivo per cui la sindrome di Potter è spesso chiamata sequenza di Potter o sequenza da oligoidramnios da alcuni clinici e ricercatori. Il termine sindrome di Potter è più frequentemente associato alla condizione della sequenza oligoidramnios indipendentemente dalla causa principale dell'assenza o del volume ridotto di liquido amniotico . Tuttavia, come notato in questa voce, il termine sindrome di Potter è stato inizialmente coniato per riferirsi a feti e neonati con ARB. Fu solo in seguito che l'espressione divenne più comprensiva in quanto si notò che altre cause di mancata produzione di urina fetale portavano anche a caratteristiche fisiche e prognosi simili ai feti e neonati con il quadro clinico di sequenza di Potter classica descritta originariamente nel 1946. Da allora, il termine sindrome di Potter è diventato un termine improprio e gli esperti hanno cercato di non eliminare la terminologia, ma di modificarla in modo da poter determinare le diverse cause alla radice creando un sistema di nomenclatura. Tuttavia, questo sistema di classificazione non ha trovato ampio riscontro in campo clinico e di ricerca.